# Sponsoring

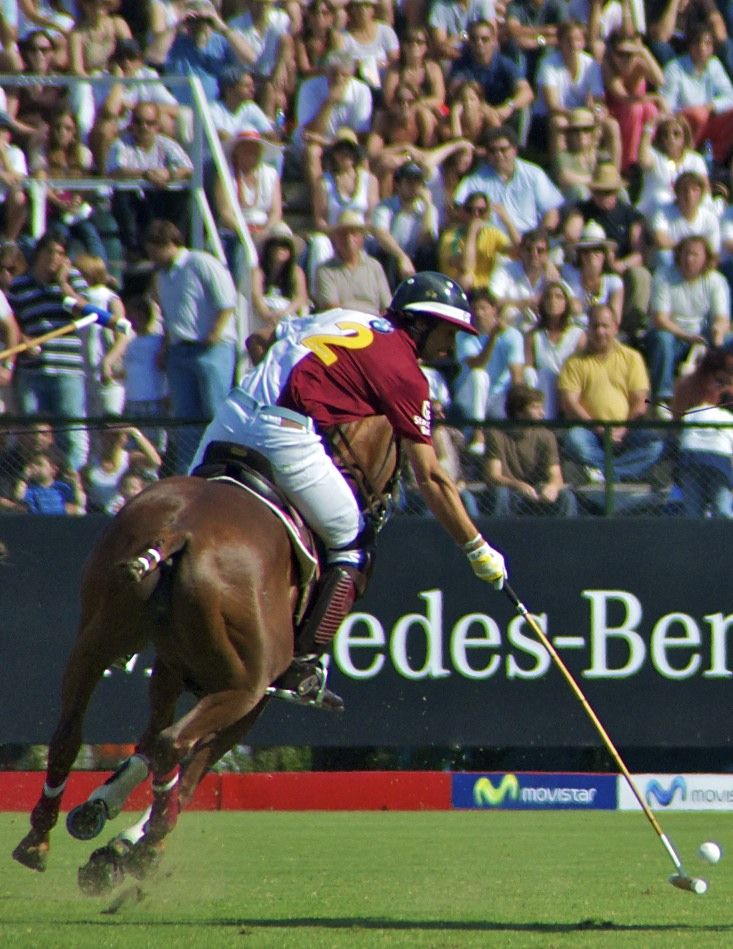
Sponsoring eines Polo-Turniers durch ein Automobilunternehmen

Unter Sponsoring versteht man die Förderung von Einzelpersonen, einer Personengruppe, Organisationen oder Veranstaltungen durch eine Einzelperson, eine Organisation oder ein kommerziell orientiertes Unternehmen in Form von Geld-, Sach- und Dienstleistungen mit der Erwartung, eine die eigenen Kommunikations- und Marketingziele unterstützende Gegenleistung zu erhalten. Dabei spielen „Analyse, Planung, Umsetzung und Kontrolle“ dieser Maßnahmen und eine vertragliche Beziehung zwischen Sponsor und Gesponserten, in der Leistung und Gegenleistung definiert sind, eine wichtige Rolle.
Sponsoring wird von Unternehmen (dem Sponsor) zum Zweck der Kommunikationspolitik des Marketings betrieben. Ziel ist, auf das eigene Unternehmen, vornehmlich im Zusammenhang mit einem medienwirksamen Ereignis, aufmerksam zu machen. Sponsoring ist Teil der Öffentlichkeitsarbeit oder des Marketings von Unternehmen, mit dem Ziel der Absatzförderung für Produkte und Dienstleistungen, für die dem Produktnutzen ein „Erlebnisnutzen“ hinzugefügt werden soll.

## Definition
Etymologisch leitet sich Sponsoring von „Sponsor“ ab, nach dem Duden einem „Förderer, Geldgeber im Sport, oder einer Person, Gruppe, die Rundfunk- oder Fernsehsendungen zu Reklamezwecken finanziert.“ In der Praxis wird der Begriff sehr unterschiedlich verstanden.
Anders als beim reinen Mäzenatentum, bei dem keine ökonomische Nutzenerwartung besteht, wird vom Gesponserten eine Reihe von konkret definierten Leistungen und Nutzungsrechten angeboten. In Abgrenzung zu einem echten Leistungsaustausch, bei dem Leistung und Gegenleistung einander gleichwertig gegenüberstehen, liegt dem Sponsoring eine gewisse Förderabsicht zugrunde. Das moderne Sponsoring geht weit über die reine Präsentation von Firmenlogos und -marken oder die Einbindung in die Werbung des Sponsors hinaus. Das Sponsoring hat sich in den vergangenen Jahren vor allem in den Bereichen von Sport, Kultur und Sozialem erheblich professionalisiert.
Zuwendungen können in drei, von der Ausrichtung unterschiedliche, Gruppen eingeteilt werden. Sponsoring, Mäzenatentum und Spenden. Im Gegensatz zum Mäzenatentum, das keine konkrete Gegenleistung für Zuwendungen erwartet, oder dem Spendenwesen zielt ein Sponsor auf ein Geschäft, das den eigenen Zielen dienlich ist, ab. Der Geber erwartet somit vom Gesponserten eine klare, vereinbarte Gegenleistung.
Um die verschiedenen Begriffe auseinanderzuhalten: Unter Mäzenatentum versteht man vor allem Zuwendungen, die aus altruistischen Motiven geleistet werden. Meist sprechen Mäzene auch nicht öffentlich über ihre Förderungen. Eine Weiterentwicklung dessen stellt das Spendenwesen dar. Hierbei kommt ein steuerlicher Aspekt hinzu. Spenden sind Zuwendungen von Individuen oder Unternehmen an gemeinnützige Organisationen. Diese können steuerlich geltend gemacht werden. Auch hierbei wird von keiner Gegenleistung ausgegangen. Schließlich lautet die Definition von Sponsoring nach Bruhn: „Sponsoring bedeutet die Analyse, Planung, Umsetzung und Kontrolle sämtlicher Aktivitäten, die mit der Bereitstellung von Geld, Sachmitteln, Dienstleistungen oder Know-how durch Unternehmen oder Institutionen zur Förderung von Personen und/oder Organisationen in den Bereichen Sport, Kultur, Soziales, Umwelt und/oder den Medien unter der vertraglichen Regelung der Leistung des Sponsors und Gegenleistung des Gesponserten verbunden sind, um damit gleichzeitig Ziele der Marketing- und Unternehmenskommunikation zu erreichen.“
Mit dem meist in den Sponsoringverträgen enthaltenen Begriff der passiven Duldung billigt der Gesponserte die kommunikative Nutzung des Projektes, der Person, Institution oder Gruppe. Die wechselseitigen Beziehungen werden als Sponsorship bezeichnet; im deutschsprachigen Raum wird meist der Begriff Sponsoring verwendet. Das mit dem öffentlichen Interesse verbundene Image (auch Sympathie), welches dem Gesponserten entgegengebracht wird, soll für den Sponsor von Nutzen in Marketing und Kommunikation sein (Imagetransfer). Das Sponsoring unterstützt und ergänzt andere Kommunikationsinstrumente des Unternehmens (hierzu integrierte Kommunikation) oder kann als Basis für solche fungieren.
Zahlreiche Gegenleistungen machen das Sponsoring für Unternehmen interessant: Einbindung in die Unternehmenskommunikation, in Lobbying-Prozesse, in die Werbung, in Marketing-Maßnahmen und PR. Ferner können im Sponsorvertrag auch verbilligte oder Gratiseintritte bei den gesponserten Veranstaltungen für Kunden oder Mitarbeiter des Sponsors enthalten sein. Am wichtigsten wird aber oft der Kontakt zu potenziellen Geschäftskunden (Schlüsselpersonen) sowie zur Zielgruppe bewertet. Dennoch handelt es sich beim Verkauf von Dienstleistungen, die eine Win-win-Situation für beide Geschäftspartner darstellen, nicht immer um Sponsoring. Es gilt zu bedenken, dass Sponsoring kein reiner Zukauf von Werbefläche von Unternehmen ist. Sponsoren müssen sich darüber im Klaren sein, dass Medium und Nachricht beim Sponsoring miteinander verbunden sind, das bedingt unter anderem einen unausweichlichen Imagetransfer.

## Erscheinungsformen
In der Praxis gibt es unterschiedliche Erscheinungsformen des Sponsoring (nach Rangfolge der Bedeutung): Sportsponsoring, Kunst- und Kultursponsoring, Sozio- und Sozialsponsoring, Ökosponsoring, Wissenschaftssponsoring. Im Medienbereich wird Programm- und Mediensponsoring sowie Online-Sponsoring als spezifische Form der Werbung genutzt.

### Sportsponsoring

#### Allgemeines
Von allen Sponsoringarten nimmt das Sportsponsoring die dominanteste Stellung ein. Das hohe Sportinteresse der Konsumenten und die breite Akzeptanz bilden die Basis der unternehmerischen Kommunikationsziele (positiver Imagetransfer). Sportsponsoring kann nach den Kriterien Sportart (Fußball, Handball, Basketball, Motorsport, Tennis), organisatorische Einheit (Verband, Wettbewerb, Verein, Mannschaft, Einzelsportler) und Leistungsebene (Profi-, Amateur-, Freizeitsport) untergliedert werden.
Die gängigste Art der Untergliederung ist die Aufteilung nach dem Umfang des Sponsorings. Es wird zwischen Full-, Haupt- und Co-Sponsoring unterschieden. Von Full-Sponsoring wird gesprochen, wenn Unternehmen dem Gesponserten sämtliche Mittel zur Verfügung stellen und daher auch die exklusiven Nutzungsrechte vom Gesponserten erhalten. Dieses Vorgehen hat den Vorteil, dass die kommunikative Nutzung des Sponsorings keinen Störfaktoren durch andere Sponsoren ausgesetzt ist. Je mehr Budget ein Sponsoring verlangt, desto mehr Sponsoren treten in der Regel auf. Hier treten Haupt- und Co-Sponsoren auf. Diese teilen sich die Kosten in unterschiedlichem Maße auf und bekommen in der Folge auch unterschiedliche Nutzungsrechte in der kommunikativen Verwendung des Sponsorings. Naheliegenderweise erhalten Haupt-Sponsoren den Großteil jener Rechte, Co-Sponsoren steigen mit weniger Nutzungsrechten ein.
Da das Sponsoring mit zunehmender Reichweite für den Sponsor an Wert gewinnt, profitieren vor allem medienpräsente Sportarten, so in Deutschland der Fußball, die Formel 1 und Tennis von Sponsorenverträgen. Andere Sportarten, die nicht oder nur selten im TV zu sehen sind, aber trotzdem eine große Anhängerschaft haben, erfahren stattdessen häufig Sportsponsoring seitens der Hersteller der sportartspezifischen Produkte.

#### Verbandssponsoring
Dieses Sponsoring kommt zumeist der Nachwuchsförderung zugute. Allerdings ist es gegenüber den Mitgliedsbeiträgen eher eine geringe Summe, die der Verband dadurch einnimmt.

#### Wettbewerbssponsoring
Die Deutsche Telekom mit ihrer Marke T-Home war von 2006 bis 2009 Sponsor der Fußball-Bundesliga. Dafür bekam die Deutsche Fußball Liga einen bestimmten Geldbetrag (ca. 10 Millionen Euro jährlich). Von 2014 bis 2019 sponserte die Allianz SE die Frauen-Bundesliga. Ähnliches gibt es in anderen Sportarten: So ist easyCredit, ein Finanzinstitut, Namenssponsor der Basketball-Bundesliga; die Deutsche Kreditbank DKB sponsert die Handball-Bundesliga. Ein Anbieter von Branchenbüchern ist Hauptsponsor der Deutschen Eishockey Liga. Bei der Fußball-Weltmeisterschaft 2006 wurden die Spiele von einem US-Getränkehersteller präsentiert; dieser hatte auch die Rechte erworben, seine Softdrinks (alkoholfreie Getränke) in den Stadien zu verkaufen. Die Wettbewerbsveranstalter versuchen, Konkurrenten ihrer offiziellen Sponsoren von der Werbung bei ihren Wettbewerben auszuschließen. Bemühungen von Unternehmen, ohne großes finanzielles Engagement von der Medienpräsenz und dem Image von Großveranstaltungen zu profitieren, nennt man Ambush Marketing.
Dass in Wettbewerbsnamen Sponsoren auftauchen, ist in Deutschland noch selten. Bereits im Sommer 2006 fand in Deutschland die Feldhockey-Weltmeisterschaft der Herren 2006 statt, welche offiziell BDO World Cup Men hieß, und die 2. Eishockey-Bundesliga hieß in der Saison 2006/2007 „Asstel Eishockey Liga“. Auch die Champions Trophy der FIH hat seit einigen Jahren einen Sponsorennamen. Im Fußball haben unter den besten Ligen die englische (Barclays Premiership), die italienische (Serie A TIM), die französische (Ligue 1 Uber Eats) und die portugiesische (bwin Liga) einen Namensgeber. Im Rugby Union haben die Ligen aus England (Guinness Premiership) und dem keltischen Raum (Magners League) ebenfalls seit einiger Zeit Sponsoren.

#### Vereinssponsoring

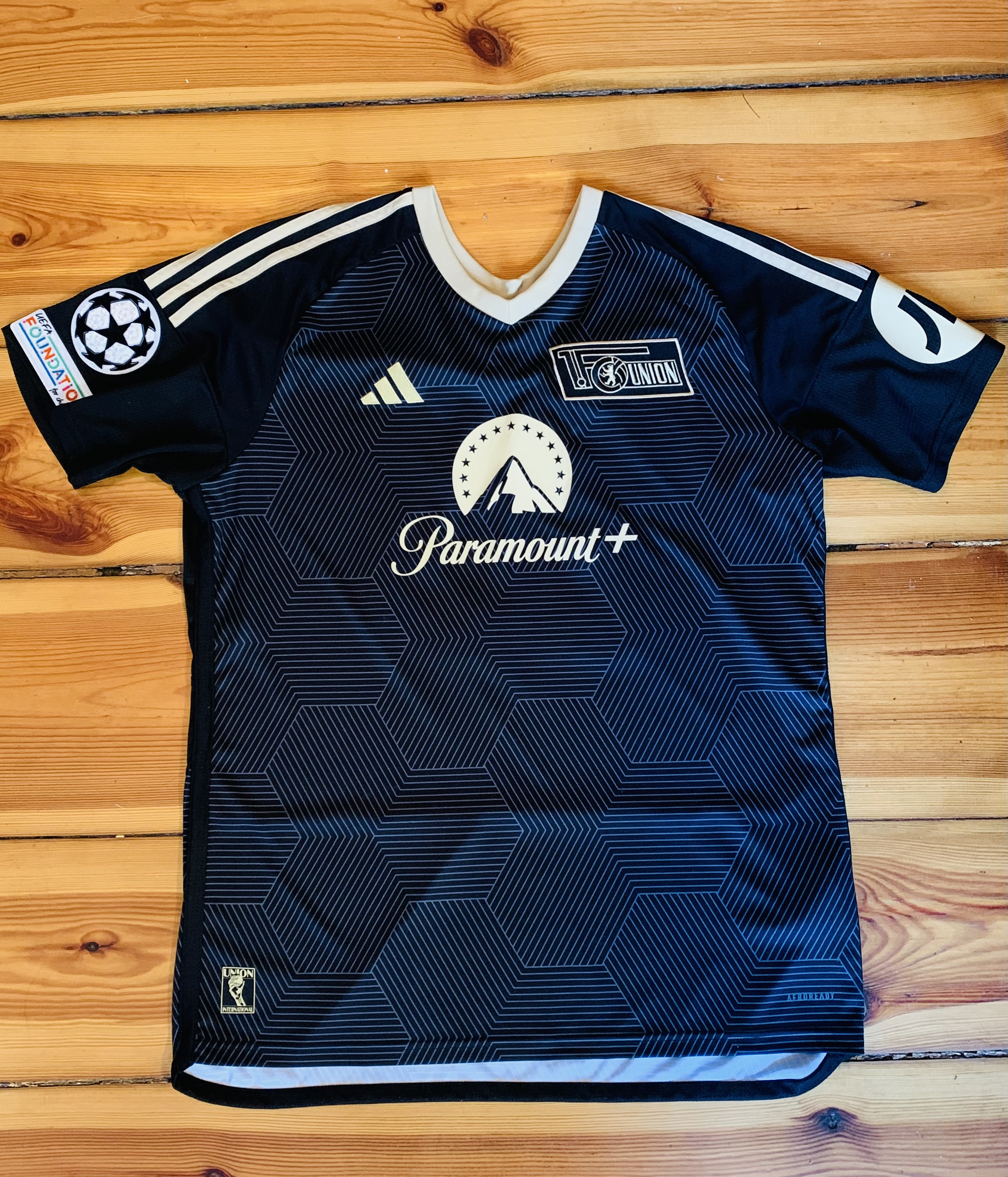
Sponsoren-Logo auf einem Fußball-Trikot

Das Vereinssponsoring kommt einem gesamten Verein zugute und dessen Verwendung wird zumeist bei Jahreshauptversammlungen auf die angebotenen Sportarten, eine eventuelle Schuldentilgung und Mietkosten aufgeteilt. Neben den Klassikern Trikotsponsoring und Bandenwerbung können mit folgenden Maßnahmen und Ideen die Bekanntheit gesteigert und das Image verbessert werden: Lautsprecherdurchsagen, Bildwände, Ankündigungsplakate, Schaukästen, Gestaltung von Vereinsfahrzeugen, VIP-Räume und Ehrenlogen, Aktionen und Präsentationen auf dem Spielfeld vor und während der Spiele in den Pausen am Veranstaltungsort, Verlosungen, Preisausschreiben, Eintrittskarten, Werbung im Vereins-, Abteilungs- oder Stadionheft, Autogrammstunden. Da sich Ballonhüllen vorzüglich als Werbeträger eignen, gibt es kaum Vereins-Heißluftballone ohne Sponsorwerbung.

#### Mannschaftssponsoring
Auf der Ebene des Mannschaftssports gibt es in Deutschland kaum ein Team im Leistungssport, das keinen Sponsor hat. Der sog. Hauptsponsor, dessen Markenlogo meistens auf Brusthöhe des Trikots abgebildet wird, stellt die wichtigste Einnahmequelle dar, weitere Unterstützer finden sich dann an Ärmeln oder Hose oder werden per Bandenwerbung oder Werbeaktionen am Spielort kommuniziert. Eintracht Braunschweig war der erste Verein in Deutschland, der mit Werbung auf dem Trikot auflief. Der FC Barcelona hatte jahrelang als einer der wenigen Top-Klubs im Fußball traditionell keine Werbung auf dem Trikot. Ab der Saison 2006/2007 warb der Verein unentgeltlich fünf Jahre lang für UNICEF, das Kinderhilfswerk der Vereinten Nationen, und unterstützt es darüber hinaus finanziell. Seit der Saison 2011/2012 ist die Qatar Foundation Sponsor des FC Barcelona. Bei Nationalmannschaften hat sich das Sponsoring auf dem Trikot nicht bei allen Sportarten durchgesetzt; so ist sie im Eishockey, Fußball und Rugby nicht gegeben. Im Basketball und Handball gibt es sie teilweise.

#### Einzelsportlersponsoring
Viele professionelle Sportler haben einen Werbevertrag mit einer Sportartikelfirma und tragen dann auf Kleidungsstücken oder Sportgeräten das Markenlogo des Werbepartners. Dafür bekommen die Sportler je nach Popularität einen Geldbetrag gezahlt oder zumindest die Sport-Ausrüstung kostenlos zur Verfügung gestellt. Besonders in den Vereinigten Staaten ist dies für viele Sportler die lukrativste Einnahmequelle noch vor dem Profigehalt.

#### Namenssponsoring
Eine weitere Sponsoring-Art, die vor allem im Sport genutzt wird, ist das Namensponsoring („Naming-Rights“, auch „Name-Sponsoring“), welches in den letzten Jahren auch in Deutschland immer populärer wird. Meist wird es in Form von Vereinssponsoring und Mannschaftssponsoring betrieben, seltener beim Wettbewerbssponsoring. Hierbei bekommt der Veranstalter, der Verein oder eine Mannschaft Geld vom Sponsor, wenn er oder sie für einen definierten Zeitraum das Benennungsrecht für den Wettbewerb, die Mannschaft oder auch den Spielort der Mannschaft an ihn abgibt.
Im Fußball hat sich vor allem durchgesetzt, das Namensrecht von Stadien, Stadionteilen (wie Tribünen) oder Gebäuden zu verkaufen, damit das Geld zur Mitfinanzierung von Um- oder Neubauten von Stadien genutzt werden kann. Pionier in Deutschland war das Volksparkstadion in Hamburg. Aber auch in Hallensportarten werden oftmals bei einem Ausbau der Arena die Namensrechte verkauft. Die Idee stammt aus den Vereinigten Staaten, wo fast alle Stadien oder Arenen der fünf großen Ligen (NBA, NFL, MLB, NHL, MLS) Sponsorennamen haben. Allerdings werden die Stadien im Volksmund, besonders in Fankreisen, meist weiterhin mit dem traditionellen Namen bezeichnet. Während der Fußball-Weltmeisterschaft 2006 wurden die damals bestehenden Sponsorennamen für die Dauer des Wettbewerbs auch offiziell geändert, da die FIFA es nicht erlaubt, dass Firmen, die nicht offiziell Sponsoren eines ihrer Turniere sind, während eines solchen Werbung machen. Im Falle von Stadien wie der Allianz Arena, die nie einen „eigentlichen“ (ungesponsorten) Namen gehabt hatten, wurde dabei auf Namen wie „FIFA-WM Stadion München“ ausgewichen, während andere Stadien zu ihren „angestammten“ Namen zurückkehrten.
Im Mannschaftsnamen findet sich das Name-Sponsoring in Deutschland vor allem in der Basketball-Bundesliga, hier haben fast alle Teams einen Sponsorennamen. Alba Berlin nach dem Recyclingunternehmen, EnBW Ludwigsburg nach dem Energieunternehmen und die Telekom Baskets Bonn nach dem Telekommunikationsunternehmen. Es gibt sogar Mannschaften, bei denen die traditionelle Ortsbezeichnung fehlt und der Zuschauer noch stärker auf den Sponsoringgeber aufmerksam gemacht wird, wie die Fraport Skyliners aus Frankfurt. Dies liegt zum einen daran, dass viele Vereine die Namensrechte der Hallen nicht besitzen (und damit nicht verkaufen können) und sie nicht so viel durch Bandenwerbung und Zuschauer einnehmen. Im Eishockey sind in der Saison 2006/2007 die Sinupret Ice Tigers und die DEG Metro Stars die einzigen Mannschaften der DEL mit Sponsorennamen ohne Ortsbestimmung. Die Idee wurde aus Spanien und Italien übernommen, wo Sportarten wie Handball, Baseball, Rugby oder Basketball auch trotz höheren Interesses seit langer Zeit von diesem Sponsoring leben. Trotz des kommerziellen Gedankens hat der Firmenname auf Grund langfristiger Verträge meist eine lokal identitätsstiftende Wirkung. In Österreich ist hingegen zeitlich eng begrenztes Namenssponsoring üblich, so dass die Vereine häufig wechselnde Namen tragen.
Auch an Haltestellen im ÖPNV ist eine derartige Benennung immer häufiger feststellbar.

### Kunst- und Kultursponsoring
Neben dem Sportsponsoring hat das Kunst- oder Kultursponsoring eine immer stärkere Bedeutung. Hierzu zählen Sponsoringaktivitäten und Engagements in den Bereichen bildende Kunst, Musik, Theater, Literatur, Pop, Design, Fotografie, Film.

### Sozio- und Umweltsponsoring
Sponsoring-Aktionen im sozialen und ökologischen Bereich umfassen Hilfestellungen gegenüber gemeinnützigen Institutionen, Ausbildungsstätten und Projekten, oft durch Bereitstellung von Finanz- oder Sachmitteln oder Dienstleistungen. Dem Sponsor wird mit dieser spezifischen Form des Sponsoring die Möglichkeit gegeben, eine ökologische, gesellschaftspolitische und soziale Verantwortung (Corporate Social Responsibility) auszuüben und diese gegenüber der Öffentlichkeit zu kommunizieren.
Sozio- oder Sozialsponsoring entwickelt sich seit dem Jahr 2000 als wichtiger Bereich im Sponsoring von Unternehmen und wird seit mehreren Jahren auch von den sozialen Organisationen und Institutionen ernst genommen. In der Vergangenheit wurden Mittel und Zuwendungen der Unternehmen oft von sozialen Institutionen und Verbänden angenommen. Das Grundverständnis für ein partnerschaftliches Engagement mit entsprechenden Gegenleistungen war aber oft nur schwach ausgeprägt. So wurde das Sponsoring viele Jahre lang im sozialen Bereich dem Fundraising zugerechnet und meist von Mitarbeitern im Fundraising bearbeitet. Grundsätzlich sind Fundraising und Sponsoring zwei unterschiedliche Finanzierungsmethoden und sollten nicht vermischt werden.
Soziales Sponsoring wird als Ansatz betrachtet, um soziale, gesellschaftliche und humanitäre Probleme zu lösen. Bei den Gesponserten kann es sich um Individuen oder unabhängige Institutionen handeln, die soziale oder humanitäre Probleme von Personen, Personengruppen oder Gesellschaften thematisieren und zu lösen versuchen. Die Bandbreite von Social Sponsoring geht von der Unterstützung lokaler Kindergärten, Schulen und Behindertenvereine bis zu Entwicklungsprojekten. Es betrifft die Unterstützung von Wohlfahrtsorganisationen und Bildungsstätten, aber auch generell die Partnerschaft mit unterschiedlichen sozialen Organisationen und Projekten.
Umweltsponsoring, bisweilen auch Ökosponsoring genannt, ermöglicht dem Unternehmen, ebenso wie das Soziosponsoring, seine gesellschaftliche Verantwortung zu praktizieren und darzustellen. In diesen spezifischen Formen kann die Glaubwürdigkeit auf Grund der Komplexität problematisch sein, der Grat zum Greenwashing ist dabei schmal, wenn die Ökobilanz eines Unternehmens nicht makellos ist. Das Engagement der Krombacher Brauerei zur Rettung von Teilen des tropischen Regenwaldes galt als fragwürdig und ist wohl eher der klassischen Werbung zugehörig. In diesem jungen Bereich des Sponsorings gelten derzeit weichere Gesetzmäßigkeiten als im Sport- und Kultur-Sponsoring.

### Wissenschaftssponsoring
Mit dem Wissenschaftssponsoring hält seit einigen Jahren eine attraktive Finanzierungsform in Wissenschaft und Forschung Einzug. Zu den Vorreitern gehört das Institut zur Zukunft der Arbeit. Ein privatwirtschaftliches Unternehmen übernimmt die umfassende Finanzierung der Forschungstätigkeit, ohne dass die Ergebnisse, wie etwa bei der Drittmittelforschung, im eigenen Interesse liegen. Im Hinblick auf eine professionelle Sponsoring-Strategie von Unternehmen ist es meist nur eine Nuance.
Wie im Sport kommt im Wissenschaftsbereich das Name-Sponsoring vor, der Unternehmensname wird über eine neutrale, gemeinnützige Finanzgabe gesponsert. Ein Beispiel hierfür ist die private International University Bremen, die seit 2007 Jacobs University Bremen heißt.

### Gesundheitssponsoring
Im Gesundheitsbereich werden vor allem Kampagnen zur Gesundheitsaufklärung und Prävention durch Sachspenden und geldliche Zuwendungen gesponsert. Von den dem Bundesministerium für Gesundheit für 2009 und 2010 zugeflossenen Sponsormitteln in Höhe von 61,2 Millionen Euro gingen 61 Millionen an das Bundesamt für gesundheitliche Aufklärung. Umgerechnet 26,8 Millionen Euro kamen vom Fachverband Außenwerbung für die Nutzung von Plakatfreiflächen für Aids- und Alkoholprävention. Für die Prävention der Glücksspielsucht wurden von der Staatlichen Toto-Lotto GmbH Baden-Württemberg 1,4 Millionen Euro zur Verfügung gestellt; 223.000 Euro stiftete der Verband der deutschen Automatenindustrie für die Prävention der Spielsucht.

### Medien- und Programmsponsoring
Medien- und Programmsponsoring bezeichnet die Unterstützung von Medien (Print, TV, Hörfunk, Internet). Diese Sonderform der Mediawerbung finanziert Fernsehübertragungen, Sendungen oder Serien. Der „Sponsor“ wird beispielsweise mit seinem Logo und einem entsprechenden Texthinweis („wird präsentiert von“) in die Tagesübersicht im Programmteil und auf der jeweiligen Highlightseite des Programmtages im direkten Umfeld integriert bzw. im TV vor, nach und je nachdem auch in den Werbepausen der Sendung eingeblendet. Mit Novellierung des Rundfunkstaatsvertrages wurde die bisherige Unterscheidung zwischen Werbung und Sponsoring weitgehend aufgehoben, weswegen es seit Januar 2013 im öffentlich-rechtlichen Fernsehen nach 20 Uhr und an bundeseinheitlichen Feiertagen kein Sponsoring mehr gibt. Im Bereich des Mediums Internet spricht man oftmals von Websponsoring.
Darüber hinaus ist hier die Werbeform der Produktplatzierung zu nennen, bei der Markenprodukte als Requisite gezielt in Handlungen eingesetzt werden. Im Gegenzug werden Geld- und Sachzuwendungen geleistet.

### Parteien-Sponsoring
Als Alternative zu Parteispenden hat sich die Möglichkeit des Parteisponsoring etabliert. Gegen die Zahlung von Geldbeträgen erhalten Sponsoren Zugang zu Spitzenpolitikern und Entscheidungsträgern von politischen Parteien mit der Möglichkeit, für ihre Positionen zu werben. Auch durch explizite Nennung der Sponsoren und Danksagungen wird den Funktionsträgern die besondere Rolle der Sponsoren bewusst gemacht. Von Anti-Lobby-Gruppen wird kritisiert, dass die Sponsoren eine Lücke im Parteiengesetz ausnutzen: Das Parteisponsoring unterliegt nicht denselben Transparenzpflichten wie Parteispenden und bietet eine Möglichkeit für verdeckte Parteienfinanzierung. Beispiele hierfür sind die „Rent-a-Rüttgers-Affäre“ (CDU) sowie die Vorwärts-Gespräche (SPD).

## Messung von Wirkung und Erfolg
Die Erfolgskontrolle von Sponsoringmaßnahmen beschränkt sich in der Praxis zumeist auf die Erfassung der Medienresonanz. Man geht davon aus, dass es genügt, wenn die Zielgruppe den Sponsor als solchen wahrnimmt (Public Awareness). Die Realität ist jedoch weitaus komplexer: Sponsoren verfolgen verschiedenartige Ziele – das Image des Sponsornehmers auf die eigene Marke übertragen, Reputation erlangen, die Marke mit den für das jeweilige Event charakteristischen Emotionen verknüpfen. Diese Ziele müssen bei der Erfolgskontrolle (d. h. dem Soll/Ist-Vergleich) berücksichtigt werden.
Notwendige Bedingung ist demzufolge eine systematische Zielplanung: Unternehmen sollten konkrete Ziele vor Augen haben, die sie mit Sponsoring erreichen möchten. Ferner setzt die Erfolgskontrolle voraus, dass sich der Erfolg quantifizieren lässt. Hierzu wurden bereits mehrere Messinstrumente entwickelt (Sponsor-Meter der Europäischen Sponsoring-Börse, Sponsoring-Navigator der TU Dresden). Diesen Ansätzen zufolge gilt Sponsoring als erfolgreich, wenn bei der Zielgruppe eine Wirkung entsprechend den Unternehmenszielen messbar ist – wenn das Unternehmen als bekannter, sympathischer, einzigartiger bewertet wird. Dabei sollte der Erfolgsmessung ein Kontrollgruppenansatz zugrunde liegen: Die bei den Besuchern der gesponserten Veranstaltung gemessenen Werte werden mit denen einer Referenzgruppe verglichen, die das Sponsoring nicht erlebt hat. Mit Hilfe von statistischen Methoden lässt sich nun feststellen, welche Merkmale (Art des Auftrittes, Integration des Sponsoring, Auswahl des Sponsornehmers) darüber entscheiden, ob das Sponsoring gelingt. Mit Hilfe dieses Ansatzes konnte der Lehrstuhl für Marketing der TU Dresden im Rahmen einer Untersuchung zahlreicher Sponsoringmaßnahmen die Erfolgsfaktoren des Sponsoring identifizieren.

### Vorteile
- Sponsoring kann im Gegensatz zu klassischer Werbung auch Goodwill kreieren.[18]
- Ansprache und Kontaktpflege der Zielgruppe(n) in nicht-kommerziellen Situationen wird ermöglicht.[19]
- Das Image der Person oder Gruppe kann für Unternehmenszwecke genutzt werden. Es findet ein Transfer auf das Image des Sponsors (wie auf das Produkt, die Marke oder das Unternehmen) statt. Das kann für die eigene Kommunikations-Zielsetzung genutzt werden.[20][18]
- Sponsoring bietet in vielen Fällen eine höhere Kontaktqualität als die klassische (Werbung).
- Es lassen sich Zielgruppen ansprechen, die mit klassischen Kommunikationsmaßnahmen nicht erreicht werden können.[18]
- Sponsoring bietet die Möglichkeit, Kommunikationsbarrieren zu umgehen (so wie in Deutschland Werbeverbot nach 20:00 Uhr in den öffentlich-rechtlichen Fernsehanstalten).
- Massenmedien (Fernsehen oder Tageszeitungen) können als Multiplikator für Sponsoringbotschaften genutzt werden.
- Steigerung des Bekanntheitsgrades des Unternehmens wird ermöglicht.
- Event-Marketing und Corporate Image Maßnahmen sowie PR-Politik werden unterstützt.

### Nachteile
- Verlust der Identität bzw. des Image beim Gesponserten durch Namenssponsoring
- Es kann Einflussnahme auf die operative Tätigkeit des Unternehmens bzw. der Institution vermutet werden.[21]
- Sponsoring bietet die Möglichkeit, Werbeverbote zu umgehen (wie z. B. Werbeverbote in Schulen).[22]
- Fehlende Transparenz bei der Verwendung von Kunden-, Teilnehmer- und Mitarbeiterdaten kann zu Datenschutzproblemen führen.
- Unkalkulierbare Risiken (Dopingfälle bei Sportlern), schlechte Leistungen
- Gefahr von negativen Reaktionen bei Nicht-Fans von gesponserten Mannschaften
- Risiko eines unpassenden oder unerwünschten Images ist gegeben, deswegen ist vorher eine Image-Affinitäts-Prüfung vorzunehmen.
- Bezüglich des Images ist die Gesamtschau der Tätigkeiten zu betrachten. Wer beispielsweise als Sponsor ökologischer und sozialer Zwecke in seinen sonstigen Handlungen nicht ökologisch oder sozial nachhaltig tätig ist, könnte sich dem Vorwurf des Greenwashings aussetzen.

## Steuerrechtliche Situation
Für die ertragsteuerliche Behandlung des Sponsoring gelten – unabhängig von dem gesponserten Bereich (Sport-, Kultur-, Sozio-, Öko- und Wissenschaftssponsoring) – folgende Grundsätze:
Unter Sponsoring wird üblicherweise die Gewährung von Geld oder geldwerten Vorteilen durch Unternehmen zur Förderung von Personen, Gruppen und/oder Organisationen in sportlichen, kulturellen, kirchlichen, wissenschaftlichen, sozialen, ökologischen oder ähnlich bedeutsamen gesellschaftspolitischen Bereichen verstanden, mit der regelmäßig auch eigene unternehmensbezogene Ziele der Werbung oder Öffentlichkeitsarbeit verfolgt werden. Leistungen eines Sponsors beruhen häufig auf einer vertraglichen Vereinbarung zwischen dem Sponsor und dem Empfänger der Leistungen (Sponsoring-Vertrag), in dem Art und Umfang der Leistungen des Sponsors und des Empfängers geregelt sind.
Das Bundesministerium für Finanzen (BMF) veröffentlichte 1997 die Grundsätze für die „ertragsteuerliche Behandlung des Sponsoring“. Im Februar 1998 und im Januar 2001 wurde dieser Erlass ergänzt.
Die im Zusammenhang mit dem Sponsoring gemachten Aufwendungen können sein
- Betriebsausgaben i. S. des § 4 Abs. 4 EStG,
- Spenden, die unter den Voraussetzungen der §§ 10 b EStG, 9 Abs. 1 Nr. 2 KStG, 9 Nr. 5 GewStG abgezogen werden dürfen, oder
- steuerlich nicht abziehbare Kosten der Lebensführung (§ 12 Nr. 1 EStG), bei Kapitalgesellschaften verdeckte Gewinnausschüttungen (§ 8 Abs. 3 Satz 2 KStG)

### Berücksichtigung als Betriebsausgaben
Aufwendungen des Sponsors sind Betriebsausgaben, wenn der Sponsor wirtschaftliche Vorteile, die insbesondere in der Sicherung oder Erhöhung seines unternehmerischen Ansehens liegen können (vgl. BFH vom 3. Februar 1993, I R 37/91, BStBl 1993 II S. 441, 445), für sein Unternehmen erstrebt oder für Produkte seines Unternehmens werben will. Das ist insbesondere der Fall, wenn der Empfänger der Leistungen auf Plakaten, Veranstaltungshinweisen, in Ausstellungskatalogen, auf den von ihm benutzten Fahrzeugen oder anderen Gegenständen auf das Unternehmen oder auf die Produkte des Sponsors werbewirksam hinweist. Die Berichterstattung in Zeitungen, Rundfunk oder Fernsehen kann einen wirtschaftlichen Vorteil, den der Sponsor für sich anstrebt, begründen, insbesondere wenn sie in seine Öffentlichkeitsarbeit eingebunden ist oder der Sponsor an Pressekonferenzen oder anderen öffentlichen Veranstaltungen des Empfängers mitwirken und eigene Erklärungen über sein Unternehmen oder seine Produkte abgeben kann.
Wirtschaftliche Vorteile für das Unternehmen des Sponsors können auch dadurch erreicht werden, dass der Sponsor durch Verwendung des Namens, von Emblemen oder Logos des Empfängers oder in anderer Weise öffentlichkeitswirksam auf seine Leistungen aufmerksam macht.
Für die Berücksichtigung als Betriebsausgaben kommt es nicht darauf an, ob die Leistungen notwendig, üblich oder zweckmäßig sind; die Aufwendungen dürfen auch dann als Betriebsausgaben abgezogen werden, wenn die Geld- oder Sachleistungen des Sponsors und die erstrebten Werbeziele für das Unternehmen nicht gleichwertig sind. Bei einem krassen Missverhältnis zwischen den Leistungen des Sponsors und dem erstrebten wirtschaftlichen Vorteil ist der Betriebsausgabenabzug allerdings zu versagen (§ 4 Abs. 5 Satz 1 Nr. 7 EStG).
Leistungen des Sponsors im Rahmen des Sponsoring-Vertrags, die die Voraussetzungen der RdNrn. 3, 4 und 5 für den Betriebsausgabenabzug erfüllen, sind keine Geschenke i. S. des § 4 Abs. 5 Satz 1 Nr. 1 EStG.

### Berücksichtigung als Spende
Zuwendungen des Sponsors, die keine Betriebsausgaben sind, sind als Spenden (§ 10 b EStG) zu behandeln, wenn sie zur Förderung steuerbegünstigter Zwecke freiwillig oder aufgrund einer freiwillig eingegangenen Rechtspflicht erbracht werden, kein Entgelt für eine bestimmte Leistung des Empfängers sind und nicht in einem tatsächlichen wirtschaftlichen Zusammenhang mit dessen Leistungen stehen (BFH vom 25. November 1987, I R 126/85, BStBl 1988 II S. 220, vom 12. September 1990, I R 65/86, BStBl 1991 II S. 258).

### Nichtabziehbare Kosten der privaten Lebensführung
Als Sponsoringaufwendungen bezeichnete Aufwendungen, die keine Betriebsausgaben und keine Spenden sind, sind nicht abzugsfähige Kosten der privaten Lebensführung (§ 12 Nr. 1 Satz 2 EStG). Bei entsprechenden Zuwendungen einer Kapitalgesellschaft können verdeckte Gewinnausschüttungen vorliegen, beispielsweise wenn der Gesellschafter durch die Zuwendungen begünstigt wird oder eigene Aufwendungen als Mäzen erspart (vgl. Abschnitt 31 Abs. 2 Satz 4 KStR 1995).

### Steuerbegünstigte Empfänger
Die im Zusammenhang mit dem Sponsoring erhaltenen Leistungen können, wenn der Empfänger eine steuerbegünstigte Körperschaft (= gemeinnützig oder öffentlich-rechtlich) ist, steuerfreie Einnahmen im ideellen Bereich, steuerfreie Einnahmen aus der Vermögensverwaltung oder steuerpflichtige Einnahmen aus wirtschaftlichem Geschäftsbetrieb sein. Die steuerliche Behandlung der Leistungen beim Empfänger hängt grundsätzlich nicht davon ab, wie die entsprechenden Aufwendungen beim leistenden Unternehmen behandelt werden. Für die Abgrenzung gelten die allgemeinen Grundsätze (vgl. insbesondere Anwendungserlass zur Abgabenordnung, zu § 67a, Tz. I/9). Danach liegt kein wirtschaftlicher Geschäftsbetrieb vor, wenn die steuerbegünstigte Körperschaft dem Sponsor nur die Nutzung ihres Namens zu Werbezwecken in der Weise gestattet, dass der Sponsor selbst zu Werbezwecken oder zur Imagepflege auf seine Leistungen an die Körperschaft hinweist. Ein wirtschaftlicher Geschäftsbetrieb liegt auch dann nicht vor, wenn der Empfänger der Leistungen auf Plakaten, Veranstaltungshinweisen, in Ausstellungskatalogen oder in anderer Weise auf die Unterstützung durch einen Sponsor lediglich hinweist. Dieser Hinweis kann unter Verwendung des Namens, Emblems oder Logos des Sponsors, jedoch ohne besondere Hervorhebung, erfolgen. Ein wirtschaftlicher Geschäftsbetrieb liegt dagegen vor, wenn die Körperschaft an den Werbemaßnahmen mitwirkt. Der wirtschaftliche Geschäftsbetrieb kann kein Zweckbetrieb (§§ 65–68 AO) sein.
Der Sponsoringerlass regelt ausschließlich Fragen des Ertragsteuerrechts (Körperschaftsteuer, Einkommensteuer und Gewerbesteuer). Fragen der Umsatzsteuer lässt er ganz aus. Damit entsteht für viele Körperschaften, die Sponsoringpartnerschaften eingehen, ein hohes steuerliches Risiko. Nach § 64 Abs. 6 AO kann die betreffende Körperschaft eine pauschale Besteuerungsmethode wählen und damit die Steuerbelastung im Idealfall auf ca. 6 % senken. Allerdings ist auch in diesem Fall die Umsatzsteuerproblematik zu beachten.